# العلاقات الآيسلندية البيلاروسية
العلاقات الآيسلندية البيلاروسية هي العلاقات الثنائية التي تجمع بين آيسلندا وروسيا البيضاء.

## مقارنة بين البلدين
هذه مقارنة عامة ومرجعية للدولتين:
| وجه المقارنة                                              | آيسلندا          | روسيا البيضاء                    |
| --------------------------------------------------------- | ---------------- | -------------------------------- |
| المساحة (كم2)                                             | 103.00 ألف       | 207.60 ألف                       |
| عدد السكان (نسمة)                                         | 317.35 ألف       | 9.50 مليون                       |
| الكثافة السكانية (ن./كم²)                                 | 3.08             | 45.76                            |
| العاصمة                                                   | ريكيافيك         | مينسك                            |
| اللغة الرسمية                                             | اللغة الآيسلندية | اللغة البيلاروسية، اللغة الروسية |
| العملة                                                    | كرونة آيسلندية   | روبل بلاروسي                     |
| الناتج المحلي الإجمالي (بليون دولار)                      | 23.91 مليار      | 54.44 مليار                      |
| الناتج المحلي الإجمالي (تعادل القوة الشرائية) بليون دولار | 15.79 مليار      | 168.35 مليار                     |
| الناتج المحلي الإجمالي الاسمي للفرد دولار أمريكي          | 50.17 ألف        | 5.74 ألف                         |
| الناتج المحلي الإجمالي للفرد دولار أمريكي                 | 46.55 ألف        | 18.18 ألف                        |
| مؤشر التنمية البشرية                                      | 0.899            | 0.798                            |
| رمز المكالمات الدولي                                      | +354             | +375                             |
| رمز الإنترنت                                              | .is              | .by، .бел                        |
| المنطقة الزمنية                                           | 00، أوروبا/لندن ‏ | ت ع م+03:00                      |

## منظمات دولية مشتركة
يشترك البلدان في عضوية مجموعة من المنظمات الدولية، منها:
| علم المنظمة | اسم المنظمة                               | تاريخ انضمام آيسلندا | تاريخ انضمام روسيا البيضاء |
| ----------- | ----------------------------------------- | -------------------- | -------------------------- |
|             | اتفاقية السماوات المفتوحة                 | ?                    | ?                          |
|             | منظمة الأمن والتعاون في أوروبا            | 25 يونيو 1973        | 30 يناير 1992              |
|             | مؤسسة التمويل الدولية                     | 20 يوليو 1956        | 2 نوفمبر 1992              |
|             | منظمة حظر الأسلحة الكيميائية              | ?                    | ?                          |
|             | الأمم المتحدة                             | 19 نوفمبر 1946       | 24 أكتوبر 1945             |
|             | الاتحاد الدولي للاتصالات                  | 1 أكتوبر 1906        | 7 مايو 1947                |
|             | منظمة الشرطة الجنائية الدولية             | ?                    | ?                          |
|             | البنك الدولي للإنشاء والتعمير             | 27 ديسمبر 1945       | 10 يوليو 1992              |
|             | الاتحاد البريدي العالمي                   | ?                    | ?                          |
|             | المركز الدولي لتسوية المنازعات الاستشارية | 14 أكتوبر 1966       | 9 أغسطس 1992               |
|             | وكالة ضمان الاستثمار متعدد الأطراف        | 25 سبتمبر 1998       | 3 ديسمبر 1992              |
|             | يونسكو                                    | 8 يونيو 1964         | 12 مايو 1954               |
|             | مجموعة الموردين النوويين                  | ?                    | ?                          |

## وصلات خارجية
- موقع وزارة الخارجية الآيسلندية
- موقع وزارة الخارجية البيلاروسية